# Pledis Entertainment
A Pledis Entertainment  (hangul: 플레디스 엔터테인먼트) dél-koreai szórakoztatóipari vállalat. A céget 2007-ben alapította Han Szongszu (Han Seong-su). Előadói közé tartozik többek között , az After School, az Orange Caramel, a Nu'est és a 2015-ben debütált Seventeen.  A cég a nevét a Fiastyúk csillagcsoport után kapta, ami a Bika csillagképben található. A cég jelenlegi elnöke Kim Jonszu (Kim Yeon-su). A legelső előadó aki a cégnél debütált Szon Dambi (Son Dam-bi) volt.